# Tage wie diese (Film)
Tage wie diese (Originaltitel: Let It Snow) ist eine US-amerikanische Jugend-Liebesfilmkomödie aus dem Jahr 2019, die auf dem gleichnamigen Roman von John Green, Maureen Johnson und Lauren Myracle basiert. Der Film erzählt die Geschichte von einer Gruppe Highschool-Schüler, die mit ihren Freundschaften und Liebesbeziehungen konfrontiert sind. Es wurde am 8. November 2019 auf Netflix veröffentlicht.

## Handlung
Am Weihnachtsabend in Laurel, Illinois, begegnet Julie Reyes in einem Zug dem aufstrebenden Popstar Stuart Bale. Er hält sie für eine Paparazzi, als sie versucht, ihm sein Handy zurückzugeben, was sie trotz seiner Entschuldigung beleidigt. Nachdem der Zug aufgrund verschneiter Gleise anhalten musste, steigt Julie aus, um nach Hause zu laufen. Stuart kommt hinzu und bietet ein Mittagessen in einem lokalen Diner namens Waffle Town an. Sie stimmt widerstrebend zu und rettet Stuart auch vor einer Gruppe von Fangirls, die Cheerleader sind. Sie erzählt Stuart, dass sie an der Columbia University in New York aufgenommen wurde und dass ihre Mutter todkrank ist, aber wenn sie deswegen zu spät abreist, dann verliert sie das Stipendium. Das Paar geht rodeln und trifft Julies Mutter Debbie. Sie gehen zurück zu Julies Haus, wo Stuart Julies Opa vorgestellt wird, und sie unterhalten sich über Mick Jagger. Jeder tanzt zu einem seiner Lieder. Beim Tanzen bekommt Debbie einen Hustenanfall, was Julie beunruhigt. Stuart bietet Julie an, eine Krankenschwester für ihre Mutter zu besorgen, was Julie als beleidigend empfindet. Stuart weist ihre Bedenken zurück und erklärt, er habe es angeboten, weil er sich um Julie kümmert. Die beiden küssen sich fast, bevor Stuarts Publizist auftaucht, um ihn zurück in sein Hotel zu bringen. Stuart bittet Julie, mit ihm zu kommen, aber sie lehnt ab, weil sie das Bedürfnis hat, bei ihrer Mutter zu bleiben.
In der ganzen Stadt versucht Waffle-Town-Mitarbeiterin Dorrie, ihre beste Freundin Addie unter den Hut zu bringen; diese ist besorgt, dass ihr Freund mit ihr Schluss machen wird. Dorrie hat sich verliebt in Kerry, eine Cheerleaderin. Kerry besucht das Restaurant mit ihren Freunden und gibt vor, Dorrie nicht zu kennen. Addie macht eine Szene mit ihrem Freund im Diner. Dorrie versucht Addie zu beruhigen, aber sie stürmt davon. Später treffen sich Dorrie und Kerry im Badezimmer und küssen sich leidenschaftlich. Dorrie sagt Keon, dass Kerry wahrscheinlich auf der Party sein wird. In der Zwischenzeit plant Tobin, seiner besten Freundin Angie mit dem Spitznamen „The Duke“ mitzuteilen, dass er sie mag. Die beiden werden von Dukes Freund JP zu einer Party eingeladen, den Tobin als Konkurrent ansieht. Die drei stehlen das Bierfass von der Party und landen mit ihrem Auto im Graben. Sie warten in einer nahe gelegenen Kirche auf den Abschleppwagen, in der Duke Tobin „Whole of the Moon“ spielen lässt, aber als JP und Duke anfangen zu tanzen, geht Tobin. Duke versucht, mit Tobin darüber zu sprechen, der sie wegstößt und verärgert.
Tobins Freund Keon versucht, eine Party zu organisieren, um einen großartigen DJ zu beeindrucken, aber seine Eltern unterbinden das Partyvorhaben in seinem Haus und werden ins Waffle Town zur Arbeit gerufen. Sein Freund und Kollege Billy schlägt das Waffle Town als Partyort vor, sofern er die nötigen Vorräte bekommt. Zurück zu Hause überredet Julies Mutter sie, auf die Columbia-Universität zu gehen, und sagt: „Wenn das Leben dir etwas Besonderes bietet, nimmst du es“. Alle landen auf Keons Party, nachdem Tobin mit dem gestohlenen Fass eingetroffen ist. Duke kommt und Tobin gesteht seine Liebe zu ihr, was sie erwidert. Addie kehrt ins Waffle Town zurück und entschuldigt sich bei Dorrie für ihr unhöfliches Verhalten. Kerry entschuldigt sich bei Dorrie für ihr heißes und kaltes Benehmen, küsst sie im Freien und die beiden beginnen eine Beziehung. Dorrie und Julie erzählen sich von ihrem Tag; Stuart kehrt zurück, weil er Julie wiedersehen möchte, bevor er die Stadt verlässt. Die beiden küssen sich und planen ein Treffen in New York, als Julie zur Columbia zieht. Keons Party wird ein Erfolg, obwohl der DJ nicht mehr kommt. Alle tanzen die ganze Nacht lang.

## Produktion
Im September 2014 erwarb Universal Pictures die Filmrechte für das Buch Tage wie diese. Am 23. März 2016 wurde Luke Snellin als Regisseur des Films bekannt gegeben. Im Dezember 2018 wurde bekannt, dass Netflix die Produktion übernimmt und den Film 2019 veröffentlichen wird. Gedreht wurde der Film im Februar 2019 in Toronto und Millbrook.

## Besetzung und Synchronisation
Die deutschsprachige Synchronisation erfolgte durch die Film- & Fernseh-Synchron mit einem Dialogbuch von Stephanie Kellner und unter der Dialogregie von Magdalena Turba.
| Rolle        | Schauspieler   | Synchronsprecher       |
| ------------ | -------------- | ---------------------- |
| Julie Reyes  | Isabela Merced | Friedel Morgenstern    |
| Stuart Bale  | Shameik Moore  | Amadeus Strobl         |
| Angie „Duke“ | Kiernan Shipka | Luisa Wietzorek        |
| Tobin        | Mitchell Hope  | Patrick Keller         |
| Dorrie       | Liv Hewson     | Lisa May-Mitsching     |
| Kerry        | Anna Akana     | Daniela Molina         |
| Addie        | Odeya Rush     | Jodie Blank            |
| Keon         | Jacob Batalon  | Sebastian Fitzner      |
| Tin          | Joan Cusack    | Philine Peters-Arnolds |
| Billy        | Miles Robbins  | Christian Zeiger       |
| JP           | Matthew Noszka | Ricardo Richter        |